# Contré
Ne doit pas être confondu avec Contre.
Contré est une commune du Sud-Ouest de la France située dans le département de la Charente-Maritime, en région Nouvelle-Aquitaine.
Ses habitants sont appelés les Contrésiens et Contrésiennes.

## Géographie

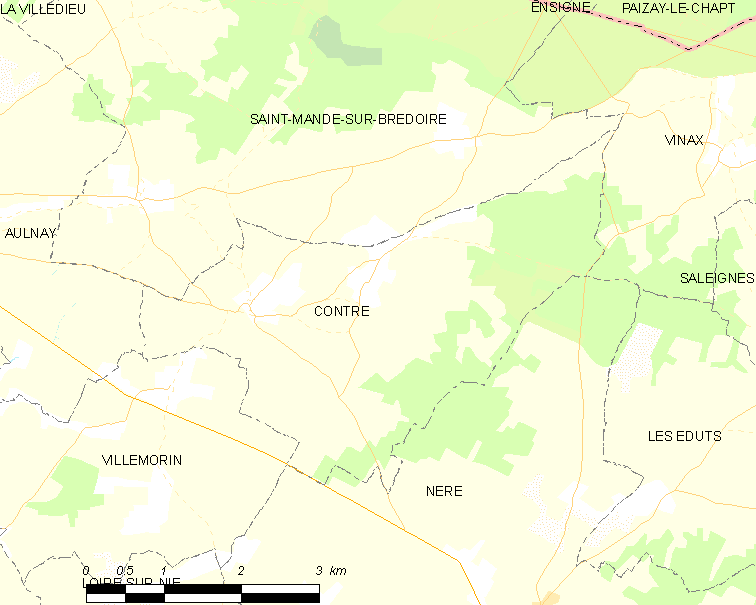
Le plan de la commune.

### Le point culminant de la Charente-Maritime
Outre le point culminant du département qui se trouve dans sa commune, au site du Bois de Chantemerlière et qui culmine à 173 mètres de hauteur, Contré possède le troisième point culminant de la Charente-Maritime avec un coteau dénommé Le Terrou, qui est de 165 mètres de hauteur. Cette colline se trouve dans le bois de Chantemerlière, au nord du sommet du département, à peu de distance.
La commune de Contré qui appartient au canton de Matha fait partie de la zone nord-est de la Charente-Maritime où se trouvent les plus hautes altitudes et les reliefs les plus ondulés.
C’est ici en effet que commencent les premières hauteurs méridionales du seuil du Poitou, lequel constitue une zone de contact géographique ou de transition entre les deux grands bassins sédimentaires de la France, le bassin parisien, au nord, et le bassin aquitain, au sud. Ceci explique pourquoi le nord-est du département porte la partie la plus élevée avec 173 mètres, au lieu-dit le Bois de Chantemerlière. Ce coteau boisé comme son nom l'indique se trouve à l'est de la commune, à l'intérieur des limites de la forêt d'Aulnay dans sa partie méridionale et à une relative proximité de la forêt domaniale de Chef-Boutonne, ce dernier massif forestier étant principalement situé dans le sud du département voisin des Deux-Sèvres mais s'étendant jusqu'en limite de la Charente-Maritime.
Le site du Signal qui porte le deuxième « sommet » du département avec ses 166 mètres de hauteur est situé à 2 km au sud-ouest du point culminant du département. Il se trouve en limite extérieure de la forêt d'Aulnay, en limite de la commune de Contré mais appartenant à celle de Néré.

### Localisation
Contré se trouve à 6 km à l'est d'Aulnay-de-Saintonge, chef-lieu du canton le plus étendu de la Charente-Maritime, et à 26 km au nord-est de Saint-Jean-d'Angély, chef-lieu d'arrondissement de la Charente-Maritime et ville principale de la Saintonge du Nord.
Les villes les plus proches en Deux-Sèvres sont Chef-Boutonne, chef-lieu de canton, situé à 33 km au nord-est et Melle, ancienne sous-préfecture, située à une distance sensiblement équivalente.
Les villes les plus proches en Charente sont Ruffec, ancienne sous-préfecture, située à 43 km l'est et Cognac à 45 km au sud.

### Communes limitrophes
|            | Saint-Mandé-sur-Brédoire |       |
| Aulnay     | Contré                   | Vinax |
| Villemorin | Néré                     |       |

### Hydrographie
Aucun cours d'eau référencé par le Sandre ne traverse la commune.

## Urbanisme

### Typologie
Au 1er janvier 2024, Contré est catégorisée commune rurale à habitat dispersé, selon la nouvelle grille communale de densité à 7 niveaux définie par l'Insee en 2022.
Elle est située hors unité urbaine et hors attraction des villes,.

### Occupation des sols
L'occupation des sols de la commune, telle qu'elle ressort de la base de données européenne d’occupation biophysique des sols Corine Land Cover (CLC), est marquée par l'importance des territoires agricoles (69,9 % en 2018), en diminution par rapport à 1990 (73,7 %). La répartition détaillée en 2018 est la suivante : 
terres arables (63 %), forêts (24,3 %), zones agricoles hétérogènes (6,9 %), milieux à végétation arbustive et/ou herbacée (5,8 %). L'évolution de l’occupation des sols de la commune et de ses infrastructures peut être observée sur les différentes représentations cartographiques du territoire : la carte de Cassini (XVIIIe siècle), la carte d'état-major (1820-1866) et les cartes ou photos aériennes de l'IGN pour la période actuelle (1950 à aujourd'hui).

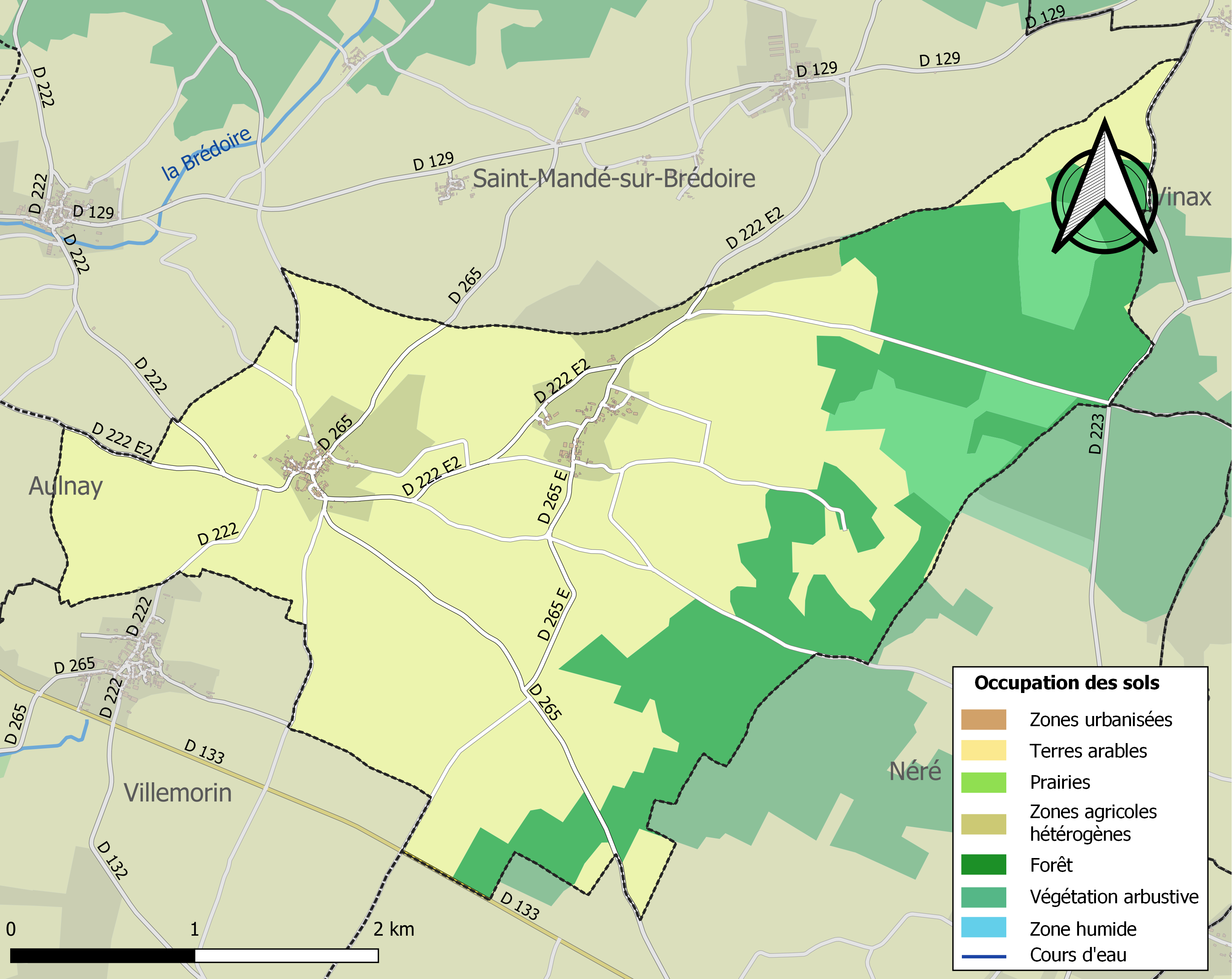
Carte des infrastructures et de l'occupation des sols de la commune en 2018 (CLC).

### Risques majeurs
Le territoire de la commune de Contré est vulnérable à différents aléas naturels : météorologiques (tempête, orage, neige, grand froid, canicule ou sécheresse), mouvements de terrains et séisme (sismicité modérée). Il est également exposé à un risque technologique,  le transport de matières dangereuses. Un site publié par le BRGM permet d'évaluer simplement et rapidement les risques d'un bien localisé soit par son adresse soit par le numéro de sa parcelle.

#### Risques naturels

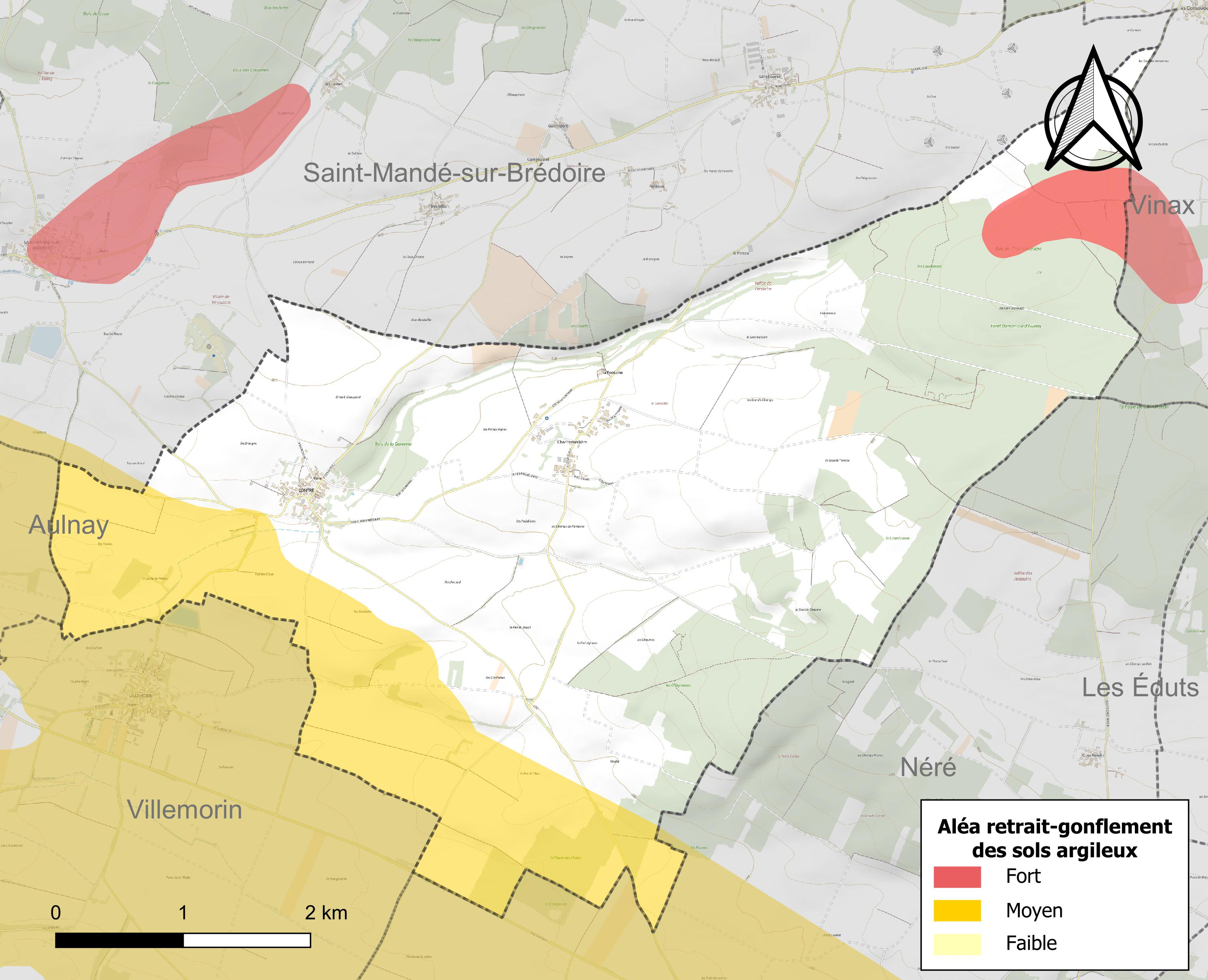
Carte des zones d'aléa retrait-gonflement des sols argileux de Contré.

Les mouvements de terrains susceptibles de se produire sur la commune sont des tassements différentiels.
Le retrait-gonflement des sols argileux est susceptible d'engendrer des dommages importants aux bâtiments en cas d’alternance de périodes de sécheresse et de pluie. 22,1 % de la superficie communale est en aléa moyen ou fort (54,2 % au niveau départemental et 48,5 % au niveau national). Sur les 77 bâtiments dénombrés sur la commune en 2019,  1 sont en aléa moyen ou fort, soit 1 %, à comparer aux 57 % au niveau départemental et 54 % au niveau national. Une cartographie de l'exposition du territoire national au retrait gonflement des sols argileux est disponible sur le site du BRGM,.
Par ailleurs, afin de mieux appréhender le risque d’affaissement de terrain, l'inventaire national des cavités souterraines permet de localiser celles situées sur la commune.
La commune a été reconnue en état de catastrophe naturelle au titre des dommages causés par les inondations et coulées de boue survenues en 1982, 1999 et 2010. Concernant les mouvements de terrains, la commune a été reconnue en état de catastrophe naturelle au titre des dommages causés par des mouvements de terrain en 1999 et 2010.

#### Risques technologiques
Le risque de transport de matières dangereuses sur la commune est lié à sa traversée par une ou des infrastructures routières ou ferroviaires importantes ou la présence d'une canalisation de transport d'hydrocarbures. Un accident se produisant sur de telles infrastructures est susceptible d’avoir des effets graves sur les biens, les personnes ou l'environnement, selon la nature du matériau transporté. Des dispositions d’urbanisme peuvent être préconisées en conséquence.

## Démographie
L'évolution du nombre d'habitants est connue à travers les recensements de la population effectués dans la commune depuis 1793. Pour les communes de moins de 10 000 habitants, une enquête de recensement portant sur toute la population est réalisée tous les cinq ans, les populations de référence des années intermédiaires étant quant à elles estimées par interpolation ou extrapolation. Pour la commune, le premier recensement exhaustif entrant dans le cadre du nouveau dispositif a été réalisé en 2005.

En 2022, la commune comptait 136 habitants, en évolution de −4,23 % par rapport à 2016 (Charente-Maritime : +4,04 %, France hors Mayotte : +2,11 %).
| 1793 | 1800 | 1806 | 1821 | 1831 | 1836 | 1841 | 1846 | 1851 |
| ---- | ---- | ---- | ---- | ---- | ---- | ---- | ---- | ---- |
| 346  | 379  | 331  | 360  | 345  | 364  | 353  | 365  | 383  |

| 1856 | 1861 | 1866 | 1872 | 1876 | 1881 | 1886 | 1891 | 1896 |
| ---- | ---- | ---- | ---- | ---- | ---- | ---- | ---- | ---- |
| 366  | 360  | 337  | 327  | 293  | 297  | 288  | 279  | 257  |

| 1901 | 1906 | 1911 | 1921 | 1926 | 1931 | 1936 | 1946 | 1954 |
| ---- | ---- | ---- | ---- | ---- | ---- | ---- | ---- | ---- |
| 271  | 245  | 257  | 238  | 231  | 225  | 234  | 223  | 232  |

| 1962 | 1968 | 1975 | 1982 | 1990 | 1999 | 2005 | 2006 | 2010 |
| ---- | ---- | ---- | ---- | ---- | ---- | ---- | ---- | ---- |
| 225  | 201  | 192  | 171  | 165  | 144  | 146  | 148  | 121  |

| 2015 | 2020 | 2022 | - | - | - | - | - | - |
| ---- | ---- | ---- | - | - | - | - | - | - |
| 137  | 138  | 136  | - | - | - | - | - | - |

La commune de Contré fait partie des communes les moins peuplées du canton d'Aulnay et qui a connu une dépopulation importante depuis le lendemain de la Seconde Guerre mondiale, toutefois dans des proportions beaucoup moins sévères que les petites communes rurales et forestières du nord-est de ce canton.
Cette petite commune agricole, comme beaucoup dans cette partie du nord-est de la Charente-Maritime, appartient à ces zones rurales en voie de désertification où le problème démographique est particulièrement préoccupant. Lors du recensement de 2007, Contré comptait 148 habitants. À son apogée au milieu du XIXe siècle, pendant le Second Empire, elle comptait 366 habitants en 1856, soit plus du double. Mais l'accélération de la dépopulation de la commune est observée depuis la fin de la Seconde Guerre mondiale où Contré a perdu plus du tiers de sa population en un demi-siècle seulement passant de 223 habitants ne 1946 à 144 habitants en 1999.
Aujourd’hui la densité communale est tombée à 12 hab./km2, elle est inférieure à celle de son canton qui se maintient à peine à 20 hab/km2 en 2007. Contré fait partie des communes les moins densément peuplées de la Charente-Maritime.

## Toponyme
Le nom de Contré, avec le suffixe -é, est caractéristique des toponymes construits sur le nom d'un propriétaire gallo-romain (sans doute Contrius) en -aco/-acum, soit Contraco ou Contracum.
Cependant, d'aucuns pensent qu'à l'origine, le village initial fut situé près d'une fontaine sacrée dont l'emplacement demeure inconnu mais dont l'existence est attestée dans un cartulaire du Moyen Âge. Contré serait donc une création médiévale, issue de la grande période des défrichements monastiques de l'antique sylve d'Argenson.

## Histoire

### Une création médiévale
À l'origine de la création de Contré, une fontaine sacrée aurait fait de ce lieu un centre de pèlerinage très fréquenté. Ce lieu sacré aurait prédisposé à l'édification du village en forme de demi-cercle face à cette fontaine, et qui serait à l'origine du toponyme.
Plus tard, après la création de l'église romane au XIIe siècle dédiée à saint Bernard, le rôle de pèlerinage du village se renforça par l'ostentation d'un crâne entouré de dentelles dont la relique inconnue à ce jour fut découverte dans un mur de l'église en 1875.
Pendant la guerre de Cent Ans, alors que Contré relève de la vicomté d'Aunay, alors en terres du Poitou, les troupes du roi Charles V se cantonnent autour du village et de son logis seigneurial afin de délivrer le château d'Aunay des mains des Anglais qui y tiennent une solide garnison. L’événement a lieu à l'été 1372 où le connétable Du Guesclin livre le siège d'Aunay où il remportera une bataille victorieuse.
À la suite de cet événement, l'église romane est fortifiée vers la fin du XIVe siècle ou au début du siècle suivant et est surélevée, étant alors accessible par un chemin de ronde. Un refuge y est alors aménagé au-dessus des voûtes de l'église, accessible par un escalier construit dans le mur, et est muni de meurtrières.

### Contré pendant les Temps Modernes
Lors des guerres de Religion, Contré est le théâtre d'un rassemblement des chefs huguenots Saint-Gelais et Daubigné pour attaquer les ligueurs catholiques de Lamothe qui se cantonnent dans la paroisse voisine de Saint-Mandé. L'évènement a lieu en 1585, lors de la huitième guerre de religion, et a marqué durablement la contrée. En effet, 150 combattants périrent à la bataille de Saint-Mandé et le hameau de Chantemerlière, situé dans la paroisse poitevine de Contré, fit implanter un cimetière huguenot.
En 1689, Contré et Chantemerlière deviennent propriétés de Charles de Courbon, comte de Blénac, et à cette époque la seigneurie de Chantemerlière possède une importante verrerie. La paroisse de Contré fait partie de la Généralité de Poitiers et de l'Élection de Niort pendant tout le XVIIIe siècle. Elle sera rattachée au nouveau département de la Charente-Inférieure lors de sa création en mars 1790 et sera incorporée dans le canton d'Aulnay.

### Contré pendant leXIXesiècle
En 1896, la commune est traversée d'ouest en est par la ligne de la Compagnie de chemins de fer départementaux qui traversait le canton d'Aulnay. La station ferroviaire qui se trouvait sur la commune voisine de Villemorin fut dénommée gare de Villemorin-Contré. Cette voie ferrée qui reliait Saint-Jean-d'Angély à Saint-Saviol via Aulnay-de-Saintonge et Chef-Boutonne fut en service pendant plus d'un demi-siècle de (1896 à 1951). Sa fermeture provoqua un vif mécontentement et eut un impact très négatif dans la vie du canton.

### Contré pendant leXXesiècle
Un natif de la commune, Léopold Robinet, né à Contré le 28 janvier 1899, laissa un souvenir impérissable dans le canton. Cet homme vaillant s'illustra brillamment lors de la Seconde Guerre mondiale, pendant les sombres années de l'Occupation du département. Il fut en effet l'initiateur du premier mouvement de résistance armée en Charente-Inférieure (qui devint le 4 septembre 1941 Charente-Maritime). Ce réseau de résistants fut dénommé Honneur et Patrie et devint le plus important du département. C'est dans cette organisation que participa activement Jean Hay de Marennes. Tous les deux furent dénoncés, livrés à la Gestapo et envoyés dans les camps de concentration. Léopold Robinet mourut fusillé au camp de Souge en janvier 1944.

## Administration

### Liste des maires
| Période                                  | Période  | Identité             | Étiquette | Qualité  |
| ---------------------------------------- | -------- | -------------------- | --------- | -------- |
| 2001                                     | 2008     | Paul Morin           |           |          |
| 2008                                     | en cours | Jean-François Panier | DVD       | Retraité |
| Les données manquantes sont à compléter. |          |                      |           |          |

### Canton
La commune de Contré appartient depuis mars 2015 au canton de Matha, après avoir longtemps dépendu du canton d'Aulnay.

### Intercommunalité
La commune adhéra de 1994 à 2013 à la communauté de communes du canton d'Aulnay-de-Saintonge dont le siège administratif était situé à Aulnay-de-Saintonge. Depuis le 1er janvier 2014, la commune adhère à la Communauté de communes des Vals de Saintonge qui regroupe les communes du nord-est de la Charente-Maritime et dont le siège se trouve à Saint-Jean-d'Angély.

## Lieux et monuments
Église romane Saint-Mesme, du XIIe siècle, fortifiée pendant la Guerre de Cent Ans. C'est l'unique église fortifiée du canton d'Aulnay. Elle est classée monument historique depuis le 22 juillet 1913,.
Le village de Chantemerlière possédait un cimetière huguenot.
Panorama sur la région depuis le site du Signal, un des points culminants de la commune — et de la Charente-Maritime (166 mètres de hauteur).

## Personnalités liées à la commune
- Léopold Robinet, né à Contré en 1899, résistant fusillé en 1944 au camp de Souge.